# Gou tou
Espèce
Gou tou, Goutou, Goutoucheng est un agrume proche du bigaradier largement utilisé en Chine (à Huangyan, dans le Zhejiang) comme porte-greffe d'oranger, de satsuma et de pamplemoussier dans les zones côtières plates et boueuses et à cause de sa tolérance au CTV dans divers pays agrumicoles.

## Dénomination
Citrus aurantium L. cv 'Goutou Cheng'
En chinois 枸头橙 (gǒu tóu chéng) est également nommé 皮头橙、大黄橙 (pí tóu chéng, dàhuáng chéng) orange à tête de cuir, orange rhubarbe. Ne pas confondre avec 枸橘 (gōu jú) qui est parfois employé pour Poncirus trifoliata. 头橙 (tóu chéng) signifie orange. En anglais: Leather-head sour orange, Gou Tou sour orange.
Synonymes: Gao Tao, Guo-Kuo-cheng, P'i-t'ou ch'êng (chez Cottin - 2002)

## Phylogénie

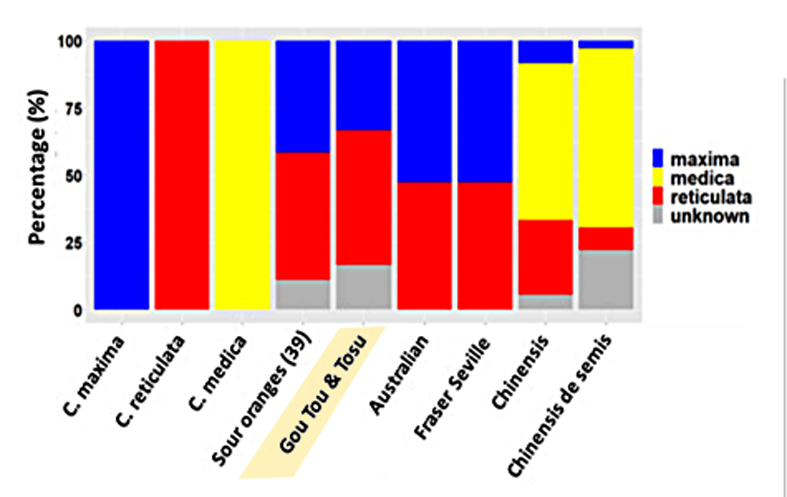
Proportion de génomes ancestraux des espèces des différents génotypes de bigarade: 'Gou Tou' et 'Tosu' forment un clade distinct.

En 2013, Qiuhong Liao et al. à partir d'observations spectroscopiques proche infrarouge regroupent 'Goutoucheng' et la mandarine acide Zhuhongju avec les oranges douces (C. sinensis).
Vincent Ferrer et al. (2021) observent trois marqueurs communs à 'Gou Tou' et C. aurantium 'Tosu' et leur éloignement des bigarades ordinaires. Ils mesurent l'introgression pour 33 % de C. maxima (pamplemoussier, cette proportion est beaucoup plus faible chez la bigarade ordinaire), de 50 % de C. reticulata (mandarinier) et 16,7 % d'agrumes d'origine inconnue. Ils concluent «les fréquences des marqueurs hétérozygotes C. reticulata et C. maxima étaient élevées (1 et 0,56, respectivement), suggérent une origine hybride directe entre la mandarine et le pamplemousse», ces 2 cultivars étant «morphologiquement, chimiquement et génétiquement identiques et ils sont probablement issus du même croisement une sélection clonale» et s'interrogent sur l'appartenance de Gou Tou à l'espèce C. aurantium.

## Description

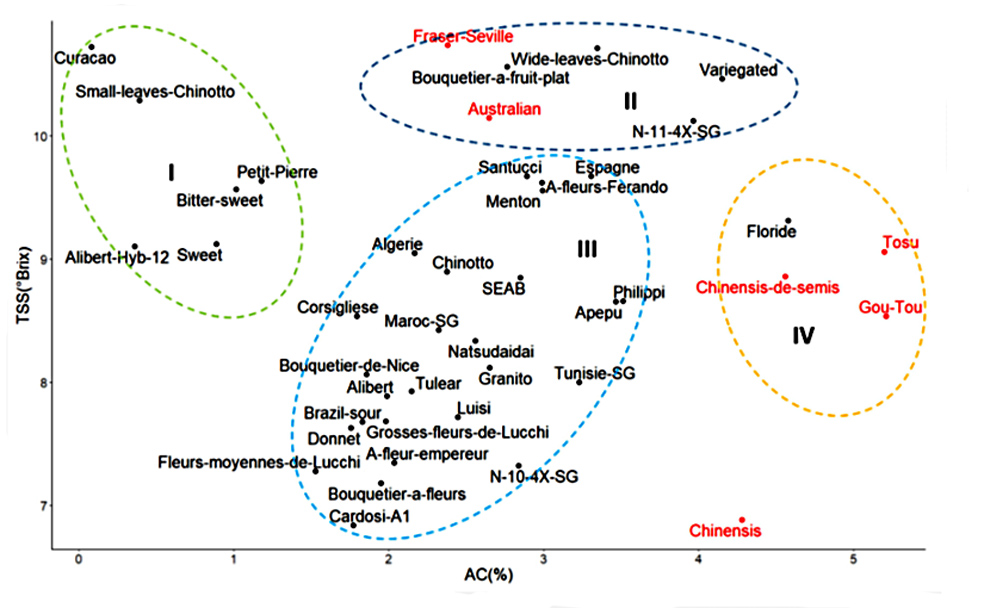
Dispersion des bigarades en fonction du niveau de sucre de la pulpe (en ordonnée) et de leur acidité (en abscisse): 'Gou Tou' la plus à droite dans le petit groupe IV - la plus acide de toutes.

Canopée compacte et dense. Fruit sphérique à oblong. Flavedo coriace et légèrement rugueux et plus ocre (couleur cuir) que les autres bigarades (jaune-vert puis jaune-ocre à maturité), graine nombreuses. Pulpe orange ou jaune, aigre, acidité plus élevée que les bigarades.
En 2017, Yuan Yu et al. inventorient chez 'Gou tou' et l'orange sanguine 'Moro' le plus grand nombre de composés volatils dans le jus sur un échantillon de 13 génotypes d'agrumes. La teneur en 8 polyméthoxyflavones (PMFs) a été mesurée (2022) en comparaison aux autres bigarades: notamment daïdaï (DD), banggan (BG), Yaogan (YG), Lianhe suancheng (LH). La teneur totale est nettement variable selon les cultivars, la nobilétine (nob) (131,26 à 7,84 μg/g), la sinensétine, l'isosinensétine et la 4′,5,7-triméthoxyflavone est la plus largement distribuée. 'Gou Tou' et 'Yaogan' sont les seuls à contenir la 4',5,6,7-tétraméthoxyflavone (tet).

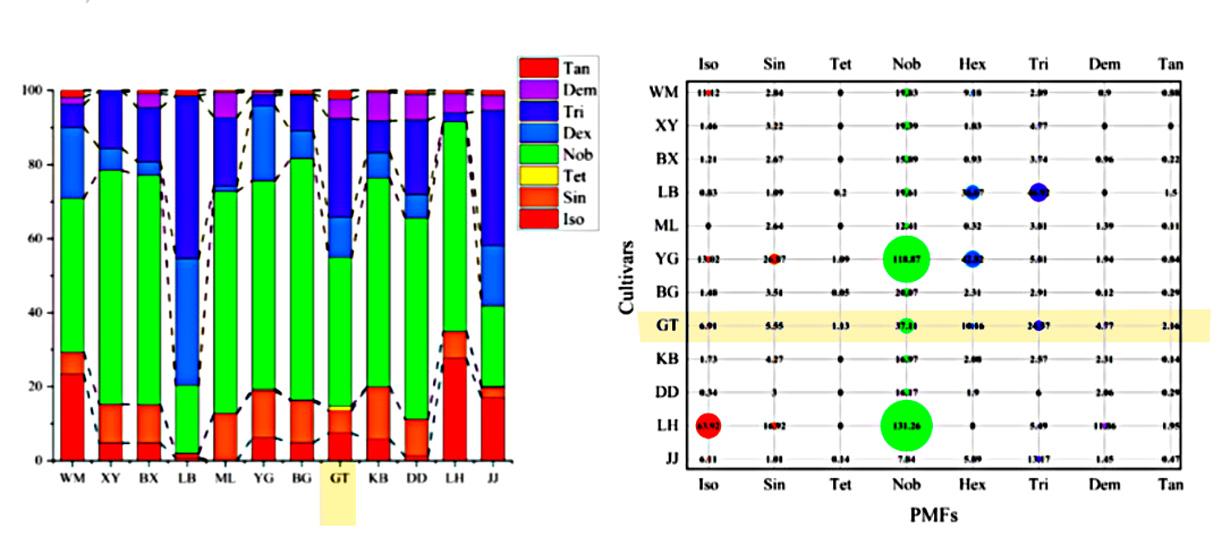
8 PMFs chez les bigarades, à gauche composition relative, à droite composition absolue.

### Porte-greffe
'Gou tou' dont le système racinaire est décrit comme bien développé résiste à la sécheresse, au sel, aux sols lourds, tolère le froid. Il est recommandé comme porte greffe du pamplemoussier 黄金贡柚  (Huangjin gongyou). Il est moyennement tolérant à la carence en fer. Les arbres greffés sur 'Gou tou' sont grands et vigoureux, avec une défoliation hivernale limitée en pays froids et un rendement élevé. Il est sensible au virus de la mosaïque des agrumes (CiMV), tolérant au satsuma dwarf virus (SDV) et au phytophthora, relativement tolérant (asymptomatique) à l'exocortis. Une expérimentation en plein champs et deux emplacements comparant une bigarade commune et 'Gou tou' porte-greffe de Washington navel a montré que ce dernier résiste aux souches de CTV quelque soient leurs agressivités.
La compatibilité de 'Gou tou' est limitée et différente de celle de la bigarade, pour l'oranger doux 'GouTou' est incompatible avec 'Delta' (alors que la bigarade est compatible) et faiblement compatible avec 'Lane Late'. Il a été employé avec succès comme entre-greffage sur Poncirus trif.. Pour l'orange 'Valencia' la productivité est donnée pour faible et la qualité de fruit inférieure. La productivité est la plus faible observée pour C. paradisi 'Rio Red'. Les oranges douces obtenues sur le porte greffe 'Gou tou' ont un niveau de composés phénoliques plus élevés que les autres porte-greffes et chez Wutscher et Bowman  (1999) 'Gou tou' engendre la plus faible concentration totale de solides solubles et des fruits de plus petit calibre. Dans une étude comparative (2010) sur l'orange Hamlin, 'Gou tou' a provoqué le plus grand nombre de nécrose de la peau du fruit (oléocellose). La conservation du fruit après récolte est affectée par 'Gou tou' chez ‘Valencia’ et Navel, les fruits sont atteints de pourriture (stem-end rind breakdown) en Floride.

#### Multiplication
Le taux de germination des graines in vitro est de 45 %, avec l'émergence de 1,44 Plantules/graine.

### Huile essentielle
L'huile essentielle du fruit de Gou tou à une teneur en limonène plus faible que les bigarades (83,83 à 86,91 %) et plus forte que ces dernières en α-pinène, β-pinène (37,09 à 37,27 %), sabinène et p-cymène.
Wanpeng Xi et al. (2015) ont publié une analyse des composés volatils de diverses fleurs d'agrumes dont Gou Tou, les teneurs en α-pinène, γ-terpinène et β-phellandrène sont les plus élevées parmi toutes les fleurs d'agrumes comparées.